# M'Sila
M'Sila   este un oraș  în  Algeria. Este reședința  provinciei  M'Sila.